# Antistrophe
Antistrophe A.DC. é um género botânico pertencente à família Myrsinaceae.

## Espécies
- Antistrophe caudata
- Antistrophe curtisii
- Antistrophe glabra
- Antistrophe oxyantha
- Antistrophe serratifolia
- Antistrophe solanoides